# Paralastor vulneratus
Paralastor vulneratus är en stekelart som först beskrevs av Henri Saussure 1856.  Paralastor vulneratus ingår i släktet Paralastor och familjen Eumenidae. Inga underarter finns listade i Catalogue of Life.